# 16920 Larrywalker
16920 Larrywalker este un asteroid din centura principală de asteroizi.

## Descriere
16920 Larrywalker este un asteroid din centura principală de asteroizi. A fost descoperit pe 20 martie 1998 la Socorro, New Mexico, în cadrul proiectului LINEAR. Asteroidul prezintă o orbită caracterizată de o semiaxă mare de 2,73 ua, o excentricitate de 0,04 și o înclinație de 5,6° în raport cu ecliptica.